# Cullerada
Una cullerada és una mesura de volum usada en receptes de cuina i a vegades prescripcions de xarops i que rep el nom de la capacitat d'una cullera (usualment de sopa, la més grossa de la taula, o 0,015 litre).
Per mesurar una cullerada, s'ha d'omplir la cullera fins al seu límit sense que vessi, tant si es tracta de líquids com de pols o gra. A les receptes s'indica en nombre de cullerades la quantitat de cada ingredient que s'ha d'afegir. Es poden usar fraccions de la unitat, com mitja cullerada. El cert és que no totes les culleres són iguals. Emprar cullerades pot produir molts errors, sobretot per a medicaments és millor que les mesures es facin amb culleres dosificadores o xeringues fetes a propòsit.
Per mesurar quantitats més petites existeix la unitat de la culleradeta, que pren com a referència una cullera de postres o de cafè. La frase feta «ficar cullerada» significa inmiscir-se en un qüestió o conversació sense ser demanat.
Equivalències
- 20 grams d'arròs
- 15 grams d'aigua, de cafè o de sucre
- 12 grams de farina o de semola